# 望月るあ
望月 るあ（もちづき るあ、1983年9月10日 - ）は、日本の元AV女優。
静岡県御殿場市出身。
2002年、AVデビュー。デビュー半年で約40本の作品に出演。以降は、ロリ系の企画単体（キカタン）女優として活躍。2004年に引退。

## 出演作品
2002年
- 痴憾2 vol.2 痴漢と女子校生とその同級生と父親（8月3日、桃太郎映像出版）
- egego vol.50（8月7日、エクストリーム）
- 月刊ナイスボディ05（8月27日、ジャパンホームビデオ）他出演:星野渚、小野かすみ
- miss Real ミスリアル（9月10日、アクティブワン）
- エロスの解剖 乳（9月13日、桃太郎映像出版）
- 5人娘 超-股間のアングル5（10月1日、ワンズファクトリー）オムニバス作品
- 体感ファック if 6... Story17 「るあと真希のラブホテル物語」（10月4日、桃太郎映像出版）共演:永井真希
- セクシーブロードバンド vol.15 望月るあ るあ白書（10月11日、ダマール幻映舎））
- 妹の美乳 Vol.6（10月15日、プールクラブ）
- 桃の缶詰2 Vol.6 天然巨乳撮り（10月18日、桃太郎映像出版）オムニバス作品
- 体感ファックif…chapterX1 ストーカー（10月20日、桃太郎映像出版）

2003年
- スィート・トライアングル（1月15日、ドリームクリエイト）
- Triple Extasy（1月15日、Acld）
- ザ・セックスルーム 鍵ねじ込んで（1月17日、LEO）他出演:工藤さき、岩下美季、愛内るい、田村萌、稲葉潤美
- 麗しのキャンペーンガール13　キャンペーンガールもマゾなんですぅ〜（1月18日、V&Rプランニング）他出演:貴水らん
- LET'S GO ワレメちゃん! たてすじ危機一髪!（1月24日、GLAY'z）
- 巨乳 the ふぁいぶ4（2月13日、幻映舎）
- PERFECT BODY上から90・59・88（2月21日、V&Rプランニング）
- 青春18FUCK II（2月21日、ジャパンホームビデオ）
- M 〜マニア〜（2月26日、ワンズファクトリー）
- AV FREAK VIDEO vol.3（2月28日、アルファーインターナショナル）
- 巨乳競泳水着がーるXXX 天然桃水（2月28日、ビッグモーカル）
- 天然桃水（2月28日、ビッグモーカル）
- 裸族 vol.3（3月7日、アルファーインターナショナル）
- i-shot 03（3月21日、グローリークエスト）共演:七海りあ
- From H MON（3月26日、アラジン）
- 美乳（3月26日、アイザックTOKYO）
- THE巨乳女子高生（4月3日、ドリームチケット）他出演:彩波花穂、滝沢あや
- 陵辱聖美少女（4月7日、幻映舎）
- フェロモンガールズ（4月10日、ワンズファクトリー）共演:朝岡舞、姿麗子
- ときめきキャンペーンガール（4月11日、メディアステーション）
- 第八女収容所 素っ裸の女囚たち（4月18日、笠倉出版社）共演:平井まりあ、山口玲子、高樹あさか、石川るあ、山本さき、堀内まい、国生ゆかり
- 美乳な女神たち（4月25日、シャイ企画）オムニバス作品
- 世にも男を弄ぶ女（4月30日、AVS）
- 濡れ場の王道（5月3日、メディアオフ）
- 巨乳☆粘液系（5月10日、ドグマ）
- 女子校生と温泉に行こう!（5月15日、 ネクストイレブン）
- 巨乳屋外羞恥 1（5月21日、アウトオブバウンズ）
- 超オマンコ主義 2（5月23日、ワイルドサイド）
- 巨乳女子校生 4時間スペシャル（5月23日、ケイ・エム・プロデュース）共演:西村あみ、相沢夢 他出演:沙里奈ユイ、菊池麗子、月咲舞、京野真里奈 他
- SCHOOL FULL ブルマ編 2（6月4日、SCHOOL FULL）
- THE 巨乳秘書 2（6月5日、ドリームチケット）他出演:小日向ひまり、森下雫
- 女子高生の太もも! 首4の字学園!（6月5日、ディープス）共演:星川いづみ、松沢はな
- おんなのこのおなにー 4（6月5日、ディープス）他多数出演
- フルデジモパイズリ（6月5日、SODクリエイト）
- 清純ナースの秘密診療ファイル（6月13日、メディアステーション）他出演:加山由衣、桃井なつみ、春野さくら、飯塚マナ、三上翔子
- M女!〜13人もかよっ!〜（6月21日、V&Rプランニング）オムニバス作品
- くいこみ生まんじゅう（6月27日、ワイルド・サイド）
- THE Queen's of diamondスペシャル240分（7月15日、 ネクストイレブン）オムニバス作品
- 僕の子猫ちゃん 2（7月17日、ゴーゴーズ）
- ぷるるん!!（7月18日、メディアバンク）
- 天然巨乳姉妹（7月24日、BUNNY'S FACTORY）
- 24人のカリスマアイドル3（7月25日、ケイ・エム・プロデュース）他23名出演
- ナイスボディお姉さん4時間SPECIAL 4（7月25日、クリスタル映像）オムニバス作品
- Dotti?〜どっちがお好き〜（8月1日、アローンワークス）
- AVモデルのオフハメ! vol.2（8月2日、グローリークエスト）
- バーチャル痴女ドラマ 望月るあの新任教師（8月16日、SODクリエイト）
- ときめき学園（8月20日、ニューネクスト）共演:平井まりあ、伊藤愛美、瀬戸沙里奈、水沢風花、田村麻衣、オムニバス作品
- 高級ロリソープ（9月1日、マルクス兄弟）
- 超-股間のアングル蔵出し厳選版（9月1日、ワンズファクトリー）
- 巨乳の饗宴 vol.1（9月3日、アルファーインターナショナル）
- 〜狙われた女子大生〜 輪姦キャンパス（9月19日、ディープス）
- 超高級ソープ 4時間スペシャル 2（9月19日、ケイ・エム・プロデュース）オムニバス作品
- まるごと・ぜ〜んぶ女子校生4時間（9月26日、メディアステーション）他出演:平井まりあ、萩原さやか、小野茜、桜井沙也加、小泉ゆり、双葉このみ、内藤花苗、白鳥ゆうか、水野あい、黒木あみ、春野さくら
- チンポいじめ倶楽部2（10月1日、MOODYZ）共演:田村麻衣、若杉由菜、高平沙希、梓なつき
- 発狂レイプ（10月1日、エーティ）
- HOT LIPS 極上ヘルスプレイ（10月1日、アローンワークス）
- 望月るあ レズ開眼 〜私のレズを見てください（10月4日、SODクリエイト）共演:田村麻衣、七海りあ
- こんなSEXして見たかった 4時間SPECIAL（10月10日、メディアステーション）オムニバス作品
- プッチミルキーズ4時間+20分スペシャル 早熟娘をつまみ喰い（10月15日、ネクストイレブン）
- 16人のプライベート4時間スペシャル Volume-1（10月21日、プレステージ）他15名出演
- THE レイプ XXX VOL.5（10月31日、クリスタル映像）他出演:吉野瞳、古河由摩、工藤さき、小泉ゆり、仲本みなみ、風吹涼、風野チカ、鈴木もも子、佐々木美由紀、大塚くるみ、森川菜々、木村ともか
- 巨乳FUCK DOLL（11月8日、大洋図書）
- 乳女優（11月15日、マルクス兄弟）
- 懲罰（11月15日、ネクストイレブン）オムニバス作品
- 巨乳マイホーム（11月20日、SODクリエイト）
- モロ出し水中運動会（11月20日、イマージュ）共演者多数
- サンキューソフトサービス 痴憾 vol.4 特別パック3枚BOX（11月28日、桃太郎映像）
- 童貞狩り学園（12月4日、SODクリエイト）共演:月野しずく、平井まりあ、吉沢里緒
- 女ハ男ヲ目デ犯ス。 DX2（12月5日、ワープエンタテインメント）共演:中野千夏、三上翔子、杏野るり、中山りお、田村麻衣、青山るみ、杉森風緒
- 女乳（12月15日、イージーオー）他出演:星川いづみ
- 女子校生部活日誌 EPISODE4 水泳部編（12月15日、ホットエンターテイメント）共演:宮下杏菜、愛川由菜、新堂真美、宮地奈々
- 巨乳で癒す。（12月19日、うまなみ。）他出演:朝比奈りり子、椎名ひとみ、白野うさぎ、萩原さやか、葉月まなか、森永りょう
- 女子校生集団わいせつ検診（12月20日、イマージュ）共演者多数
- 街角お宝鑑定団いいモノもってますねえ 其の参 ネクストイレブン）他出演:田村麻衣　他1名

2004年
- 丸裸（1月7日、アルファーインターナショナル）
- 高井桃と望月るあのオナニーのお手伝いしてあげる（1月8日、SODクリエイト）共演:高井桃
- 巨乳王国 望月るあと愉快な巨乳たち 3時間（1月23日、エー・エス・ジェイ）
- 大絶頂 Selection 望月るあ12連発!!（1月23日、クリスタル映像）
- RAZOKU vol.3（1月30日、スパークス）
- 望月るあ最初で最後の御奉仕SP（2月5日、SODクリエイト）
- 巨乳娘生撮り接写ハメ撮り（2月20日、夜叉）
- 四弾肉弾攻撃 vol.1（2月20日、特攻隊）オムニバス作品
- もしもこんな痴女がいたら…。（2月20日、うまなみ。）他出演:藤森かおり、森咲小雪、杉森風緒、葉月まなか、中谷カイト、朝比奈りり子
- 愛・バーチャオナの歴史 下巻（3月3日、アルファーインターナショナル）
- REAL WORLD 真実のレイプ!!!（3月8日、アタッカーズ）
- ムレムレパンスト ランジェリーパラダイス（3月13日、鬼姫）他出演:春菜まい 他
- 制服美少女メモリーズ（3月18日、メディアタウン）
- THE 筆おろし 理想の童貞喪失マニュアル（4月3日、SODクリエイト）
- シリーズ通算20作記念 オナニーのお手伝いしてあげる アニバーサリー 20人の聖母マリア）（4月15日、SODクリエイト）
- 美脚巨乳艶姿 望月るあ 他（5月14日、鬼姫）
- ピッチ!ピチ! スクール水着（5月28日、デジタルバンク）
- ドリームウーマン 33（6月1日、MOODYZ）
- うまなみ。プレゼンツ2 巨乳お姉さん4時間（6月18日、ケイ・エム・プロデュース）うまなみ。作品『巨乳で癒す。』のセルDVD化作品 他出演:友田真希、青山遥、水谷千紘、紫彩乃、白浜あんな、池田こずえ、近藤れいな 他
- 生挿入 裏ハメ撮り-壱-（7月21日、白虎）他出演:春菜まい
- FULL BODY（7月23日、アリスJAPANジャパンホームビデオ））
- うまなみプレゼンツ 3 痴女4時間（9月3日、ケイ・エム・プロデュース）うまなみ。作品『もしもこんな痴女がいたら...。』のセルDVD化作品 他出演:三上翔子、萩原さやか、小池笑美、持田ゆき、日高マリア（日高ゆりあ）、友田真希　他

2005年
- ザ・女子校生狩り 3（5月20日、クリスタル映像）他出演:加山由衣、一ノ瀬悠　他

2008年
- 超豪華有名女優未公開映像とってもスケベなフェラッ娘たち!淫乱お口編（1月19日 桃太郎映像出版）他出演:Rico、愛田るか、桜このみ、志村玲子、翔田千里、友田真希、七海菜々（上野結）、林マリア、星野あかり、松本亜璃沙